# Familia Garrocho

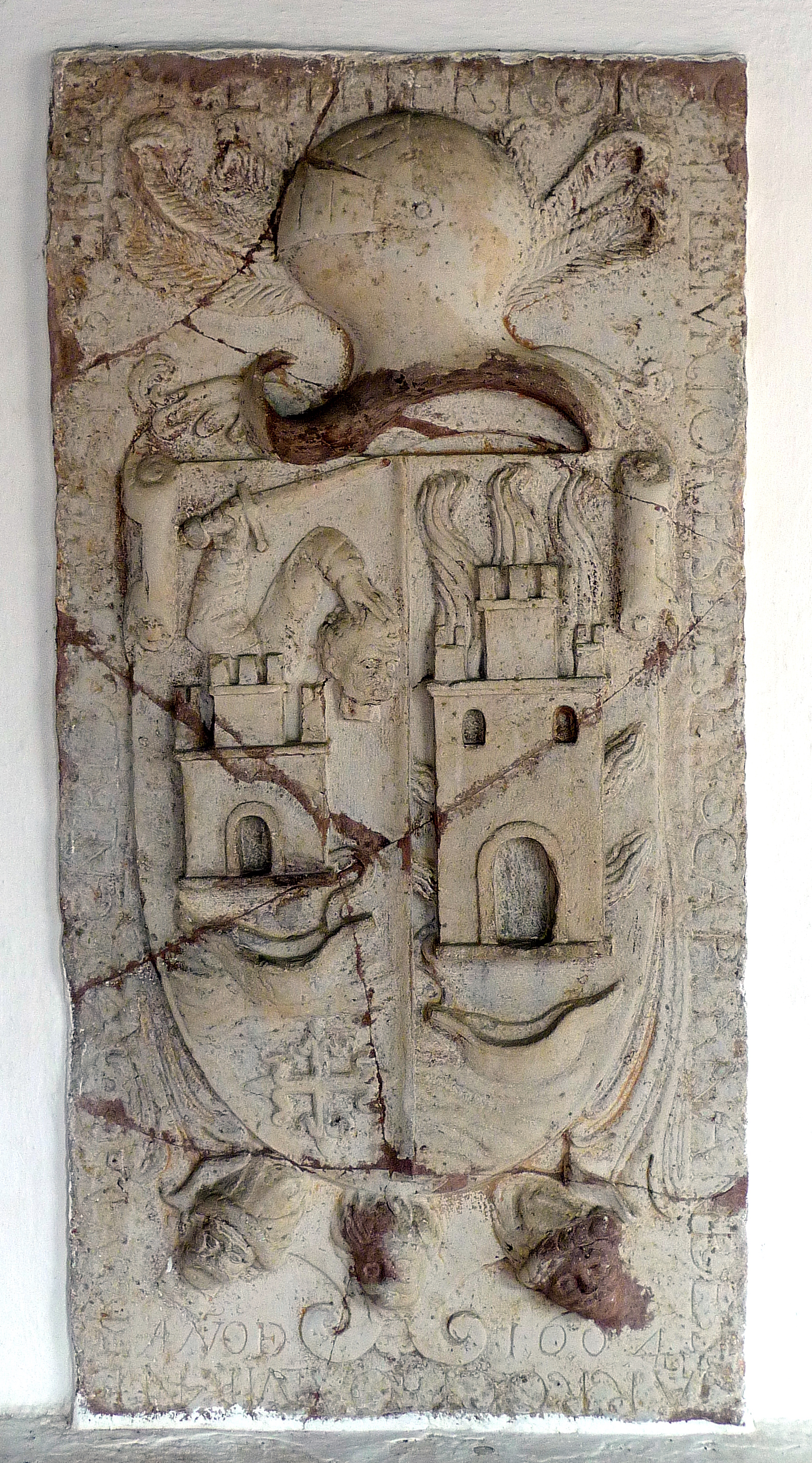
Lápida funeraria de la Familia Garrocho. Inicialmente en el antiguo convento de San Francisco, en la actualidad en el Santuario de Nuestra Señora de La Cinta.

La Familia Garrocho, originaria de la zona de Huelva, España, estuvo compuesta por diferentes marineros y militares que desde el siglo XVI consiguieron gran prestigio y riqueza. Algunos de sus miembros participaron en batallas importantes de la época como la "Jornada de Larache" o la "Batalla de Alcazarquivir", aunque la fama y riqueza les llegó por la defensa del Golfo de Cádiz de las incursiones de piratas berberiscos.
Uno de los descendientes de la familia, en su obra "Huelva ilustrada. Breve historia de la antigua y noble Villa de Huelva", refiere a su propia familia así:

"...hazañas de la distinguida Familia de los Garrochos, que de dos siglos a esta parte ha florecido con mucha distinción [...].  (Juan Agustín de Mora, Negro y Garrocho,1762)

## Juan Martínez de Vega y Garrocho
Primer Garrocho que procedente de la ciudad de Burgos se afincó en la cercana localidad de Gibraleón. Hidalgo del valle de Carriedo, de ahí el sobrenombre de "El Montañés". Llegó a la villa de Gibraleón sirviendo al marqués de Gibraleón. 

## Martín de Vega y Garrocho
Hijo de Juan Martínez de Vega y Garrocho. Alcaide del Castillo de Gibraleón. Murió posiblemente en 1541 durante la toma de Argel al servicio de Carlos I. 

## Almirante Andrés de Vega y Garrocho
Hijo de Martín de Vega y Garrocho. Almirante y visitador de la Armada del Reino y de la Flota de las Indias durante doce años tras participar en la Toma de Larache. Capitaneó la escuadra de la Armada Invencible que salió de Andalucía con destino a Inglaterra. En Huelva compró la hoy ya desaparecida Capilla Mayor de San Francisco donde fue enterrado a su muerte. Dedicó el patronato de esta capilla al rescate de cautivos, labor que en Huelva luego fue continuada por Orden de la Merced quienes ya venían desempeñando desde el siglo XIII este cometido en toda la cristiandad. Casó con doña Juana de Garfia, residiendo en la ciudad de Sevilla, en 1602. El 2 de enero de 1580 era recibido por el cabildo de Huelva como síndico de la villa, meses después, era recibido como regidor de la villa de Huelva el 8 de agosto de 1580. Con la confianza del duque de Medina Sidonia, señor de la villa de Huelva, el 7 de junio de 1581, le nombraba capitán para fletar un barco desde Sanlúcar de Barrameda. El 7 de junio de 1583 se da una consulta del duque de Medina Sidonia al rey Felipe II para elegir el general y el almirante de la flota de la Carrera de Indias, a cuenta de la avería, para defender le convoy de los corsarios franceses e ingleses. En esta ocasión se presentó una terna de aspirantes, entre ellos Andrés Garrocho de Vega. El 3 de febrero de 1584 era elegido almirante de la flota Andrés Garrocho por intermediación del duque de Medina Sidonia. El 16 de noviembre de 1588 era nombrado visitador de la Casa de la Contratación.  En 1607 todavía vivía en Sevilla, rubricando una escritura con el escultor Juan Martínez Montañés, el ensamblador Pablo de Castillejo y el pintor Francisco Pacheco para el retablo de la Purificación de la Iglesia de San Francisco de la villa de Huelva. 

## Juan de Vega y Garrocho
Hijo de Andrés de Vega, capitaneó la llamada Galeota de Huelva, como defensa de las costas onubenses ante piratas berberiscos y turcos. Fue Alcalde en Huelva. Acompañó a su padre el capitán Andrés Garrocho a la jornada de Larache, de vuelta fue capturado en Arenas Gordas, en 1581, por el corsario turco Papasali.  Después de cuatro años cautivo, de regreso a la villa de Huelva se dedicó a combatir a los piratas berberisco y turcos. Con una flotilla de "barcos luengos" apresó al corsario Papasali y a su tripulación, ciento dieciséis turcos, y algo más tarde, un bergantín con setenta y ocho piratas más. El 18 de agosto de1608 se recoge la salida del capitán y cabo de las cuatro compañías de infantería de la villa de Huelva Juan de Vega Garrocho la salida en corso contra una galeota mora que estaba saqueando la costa de Huelva, siguiéndola hasta el Estrecho de Gibraltar. El domingo, 14 de enero de 1596, se recibía en el cabildo de la villa de Huelva como regidor al capitán Juan de Vega Garrocho. El conde de niebla rubricó una provisión, en el bosque de Doña Ana, el 15 de febrero de 1599, otorgándole al capitán Juan de Vega Garrocho el título de cabo de las cuatro compañías de la villa de Huelva, siendo presentado en el cabildo de la villa el 7 de agosto de 1599. El 1 de septiembre de 1630 solicitó al cabildo ser recibido como hijosdalgo, después de presentar las credenciales genealógicas, el 21 de noviembre de 1631 era recibido como noble en el cabildo de la villa de Huelva. El 16 de abril de 1633 se recibía como familiar del Santo Oficio de la Inquisición. El 3 de octubre de 1635 el duque de Medina Sidonia le concedía el título de alcaide de la fortaleza de la villa de Aljaraque, realizando el pleito de homenaje ante las manos del alcaide don Juan Dávila. El 30 de octubre de 1636 el duque le otorgó el empleo de teniente de alcaide de la fortaleza de Huelva por la ausencia del alcaide y camarero mayor don Alonso de Guzmán y Quesada. Casó con doña Juana Roldán del Castillo.

## Andrés de Vega Garrocho
Hijo de Juan de Vega Garrocho. El capitán Andrés de Vega Garrocho, el 18 de julio de 1620 era recibido en el cabildo de Huelva, como alguacil mayor de la localidad. El 6 de mayo de 1623 fue recibido como Sargento Mayor por nombramiento del duque de Medina Sidonia, en sustitución de su padre Juan de Vega Garrocho. El 20 de junio de 1627 ostentaba el empleo de alférez mayor de la villa de Huelva. Casó doña Leonor de Pedrosa Andrada.

## José de Vega y Garrocho
Nació en Escacena del campo, el 28 de noviembre de 1632, fue patrono de la capilla mayor del convento de San Francisco de Huelva, corregidor de Huelva, capitán, Alcaide del castillo de la localidad y sargento mayor por el duque de Medina Sidonia. Hijo de Andrés de Vega Garrocho y doña Leonor de Pedrosa. Casó el 31 de enero de 1657con Tomasina Machado,  hija de don Francisco Machado y doña Leonor Bautista. Comandó dos barcos de la Galeota y doscientos hombres por nueve años. Fue alcalde también en Huelva al igual que su padre. El 26 de octubre de 1656 fue recibido en el cabildo de Huelva como capitán de una de las compañías de la villa. El 9 de febrero de 1667 fue nombrado por el duque Sargento mayor de las compañías de la villa.  En 1673 venció al corsario turco Solimán el negro y a los 145 marinos. El 14 de junio de 1674, don Juan Claros Alonso Pérez de Guzmán, el Bueno, duque de Medina Sidonia le encargaba la defensa de la costa de Huelva, artillando la galeota de Huelva. Un año más tarde, en 1675, consiguía doblegar al corsario turco, el  Arráez Mahamet, en el cabo de Santa María, y a sus 139 turcos. Su hija Tomasa de Vega Garrocho casó con don Alejandro Onofre de negro, teniendo como hija a Ana María de Negro Garrocho, casada ésta con Juan Bautista de Mora, natural de Beas, con el que tuvo a coadjutor de racionero don Alejandro José de Mora Negro Garrocho y al licenciado Juan Agustín de Mora Negro y Garrocho. El capitán don José de Vega Garrocho fallecía el 30 de mayo de 1701.

## Juan Agustín de Mora Negro y Garrocho
Huelva, 1715 - 5 de noviembre de 1786). Descendiente de Andrés de Vega, historiador, abogado de los Reales Concejos y canónigo de la Iglesia Colegial de Nuestro Señor San Salvador (Sevilla). A él se debe uno de los primeros estudios sobre la Villa de Huelva: "Huelva ilustrada. Breve historia de la antigua y noble villa de Huelva", de 1756.

## La Galeota de Huelva
La conocida como “Galeota de Huelva” fueron una serie de embarcaciones de vigilancia y defensa de la costa de la actual provincia de Huelva, en el Golfo de Cádiz (España) que en el siglo XVII se veía asolada por incursiones piratas.
A raíz de la cada vez más fuerte presencia de piratería a cargo de barcos turcos y berberiscos que atacaban barcos y plazas, en la Villa de Huelva se decidió acometer una defensa de la ciudad y localidades próximas que pudiese contrarrestar de manera permanente estos ataques. Se decidió entonces armar dos embarcaciones rápidas que fueron capitaneadas por Juan de Vega y Garrocho y, más adelante, por su hijo José de Vega y Garrocho. 
A lo largo de los años estas galeotas consiguieron establecer una defensa eficaz de los ataques a la costa de Huelva de piratas y corsarios. Juan de Vega fue capturado por el corsario turco Papasali en la playa de Arenas Gordas en 1581, siendo rescatado posteriormente por su padre en 1585. Padre e hijo capturaron al corsario junto a 186 marinos y liberando a seis prisioneros cristianos. A lo largo de los años continuaron los éxitos, apresando naves en 1608, 1628, 1629 hasta que la galeota pasó al mando de José de Vega que rindió en 1675 una flotilla turca en las cercanías del Puerto de Santa María. Uno de sus mayores éxitos es en 1673, cuando la Galeota captura al llamado por los españoles, Solimán el Negro, célebre corsario de la zona, con 145 marineros.
Se cree que la Familia Sánchez Bueno desciende de esta familia a través de su enlace con la descendiente de una rica familia de la provincia de origen hispano-italiano, los Moya Rapallo, también conocidos en la provincia de Cádiz en la que residían aun teniendo propiedades en Huelva.
En el antiguo Convento de San Francisco, entonces propiedad familiar, colgaron durante años los estandartes de las embarcaciones vencidas.

## Historia
Hoy en día, desaparecido el convento, pocos ejemplos físicos quedan del paso de la familia Garrocho en Huelva: una pequeña calle a su nombre (Almirante Garrocho) donde se encontraba su casa-palacio , una lápida funeraria que fue trasladada en los años 1960 al Santuario de la Cinta y el valioso retablo de la Purificación que hoy se encuentra en el Monasterio de Santa Clara (Moguer), una talla realizada para la capilla mayor del mencionado convento de San Francisco de Huelva donde se encontraba la sepultura de la familia Garrocho, y que fue encargada por el Almirante Andrés Vega y Garrocho al maestro Juan Martínez Montañés. El apellido todavía sigue vivo en Huelva.